# 오베르네
오베르네(프랑스어: Obernai, 독일어: Oberehnheim 오베렌하임[*], 알자스어: Owernah)는 프랑스 북동부 그랑테스트의 바랭주의 코뮌이다. 보주산맥의 동쪽에 위치한다.